# Katastrofa lotnicza na jeziorze Śniardwy
Katastrofa lotnicza na jeziorze Śniardwy – katastrofa, która miała miejsce 14 lutego 1998 roku, kiedy to śmigłowiec Mi-2 podczas lotu z 7 turystami z Królewca wpadł do jeziora Śniardwy. Śmierć poniosło 6 turystów oraz pilot.

## Po wypadku
Zgodnie z zeznaniami ocalałego turysty podczas katastrofy zginęła 1 kobieta, a z pozostałych osób wszyscy poza drugą kobietą zdołali po wypadku opuścić śmigłowiec. Ratownicy uratowali tylko 1 osobę (pozostali utonęli lub zmarli z wyziębienia w wodzie jeziora Śniardwy, a 1 mężczyzna tuż po wydobyciu z wody), ponieważ wskutek gęstej mgły ofiary nie widziały pobliskiego brzegu, a ratownicy nie mogli ich szybko odnaleźć.

## Przyczyny
Do katastrofy przyczyniły się:
- warunki pogodowe — wskutek mgły widzialność była ograniczona do 300 metrów nad lądem i 20–50 metrów nad jeziorem, ponadto wskutek wiatru powierzchnia jeziora była dość silnie wzburzona;
- błędy popełnione przez pilota:
  - decyzja o locie pomimo niesprzyjających warunków pogodowych — pilot otrzymał zgodę na start, ale była to zgoda warunkowa (lot z turystami mógł się odbyć, jeśli widzialność na miejscu nie będzie mniejsza niż 1500 metrów, a w rzeczywistości nie przekraczała 300 metrów);
  - zbyt mała wysokość lotu — około 100 metrów (pilot leciał tak nisko chcąc zapewnić turystom dobre warunki obserwacji);
  - nieuzasadniony i nieprawidłowo wykonany manewr zniżania nad jeziorem (pilot go wykonał, ponieważ w gęstej mgle stracił kontakt wzrokowy z powierzchnią jeziora) — pilot powinien zawrócić i zwiększyć wysokość lotu; obniżanie jej ze 100 metrów we mgle było dopuszczalne w wyjątkowych warunkach (np. akcja ratunkowa) w zawisie przez doświadczoną załogę i musi odbywać się bardzo ostrożnie. Pilot natomiast rozpoczął skręt w prawo i równocześnie zaczął schodzenie. Gdy na wysokości poniżej 50 metrów pilot zobaczył powierzchnię jeziora, usiłował wyrównać lot, ale zabrakło mu kilku metrów i śmigłowiec uderzył w falę podwoziem, po czym pilot stracił panowanie nad śmigłowcem i doszło do kapotażu, po którym maszyna zatonęła.